# Михайловский (Краснодарский край)
Михайловский — упразднённый хутор в Мостовским районе Краснодарского края России. На момент упразднения входил в состав Краснокутского сельского округа. В 2002 году включен в состав хутора Красный Кут и исключен из учётных данных.

## География
Располагался на левом берегу реки Малый Чохрак, примерно в 0,7 км (по прямой) к югу от окраины хутора Красный Кут.

## История
По данным на 1925 год хутор Ново-Михайловский состоял из 37 хозяйств. В административном отношении входил в состав Костромского сельсовета Мостовского района Майкопского округа Северо-Кавказского края.
Постановлением заксобрания Краснодарского края от 24.04.2002 года № 1474-П хутора Красный Кут, Михайловский и Ульяновский Краснокутского сельского округа объединены в хутор с наименованием «Красный Кут»; хутор Михайловский исключен из учётных данных.

## Население
По данным на 1925 год на хуторе проживало 167 человек, в том числе 78 мужчин и 89 женщин.
По данным на 1999 год хутор состоял из 6 хозяйств, в нём проживало 12 человек.